# Paulette Charbonnel-Duteil
Pour les articles homonymes, voir Charbonnel et Duteil.
Paulette Charbonnel-Duteil, née le 1er février 1915 à Dinan (Côtes-du-Nord) et morte le 6 février 2007 à Vannes (Morbihan), est un professeur et femme politique française, députée du Parti communiste de 1946 à 1951.

## Biographie
Fille d'un professeur socialiste, révoqué par Vichy, qui sera maire de Carnac à la Libération, Paulette Vaillant réussit de brillantes études qui la conduisent à l'école normale supérieure de Fontenay-aux-Roses en 1935.
Elle épouse en 1939 Edmond Charbonnel, qui prend le nom de Charbonnel-Dutheuil en 1941. Ils divorceront en 1982.
Professeur de lettres, spécialisée dans le siècle des Lumières, elle est inquiétée par la police en mars 1942, à la suite de prises de positions exposées à ses élèves.
Proche du Parti communiste à partir de 1941, elle adhère début 1945 et est élue en 1945 maire adjointe de Condé-en-Brie, puis en 1947, conseillère municipale de Saint-Quentin.
Secrétaire départementale de l'Union des femmes françaises, elle est candidate, en position non-éligible, sur la liste communiste lors des élections législatives de 1945, avant d'être élue députée l'année suivante. Elle siège à la seconde assemblée constituante, puis est réélue aux élections de novembre 1946.
Membre de la commission de l'éducation nationale, elle est très active dans la défense des enseignants et des étudiants et intervient très régulièrement dans les débats éducatifs.
Elle est, à partir de 1949, en délicatesse avec la direction du parti, qui envisage de ne pas représenter sa candidature aux législatives de 1951, avant de la confirmer en troisième position (comme lors des élections précédentes). Elle n'est cependant pas réélue, la liste communiste n'obtenant plus que deux sièges.
Elle abandonne alors le terrain électoral. Contributrice régulière à la presse communiste, elle entame alors un travail de publications universitaires et scientifiques.
Entrée au secrétariat du Centre d'études et recherches marxistes en 1959, elle participe, sous la direction de Victor Joannès, à la rédaction du manuel d'histoire du PCF publié en 1964.

## Détail des fonctions et des mandats
Mandats parlementaires
- 11 juin 1946 - 27 novembre 1946 : Députée de l'Aisne
- 10 novembre 1946 - 4 juillet 1951 : Députée de l'Aisne